# Liman de Berdiansk
Le liman de Berdiansk, ukrainien : Бердянська коса, est un liman d'Ukraine situé en bordure de la mer d'Azov dont il est séparé par un cordon littoral. Il se trouve au sud de Berdiansk, alimenté par la Berda. 
C'est un site Ramsar depuis 1995, identifiant : 772 et WDPA : 166890.

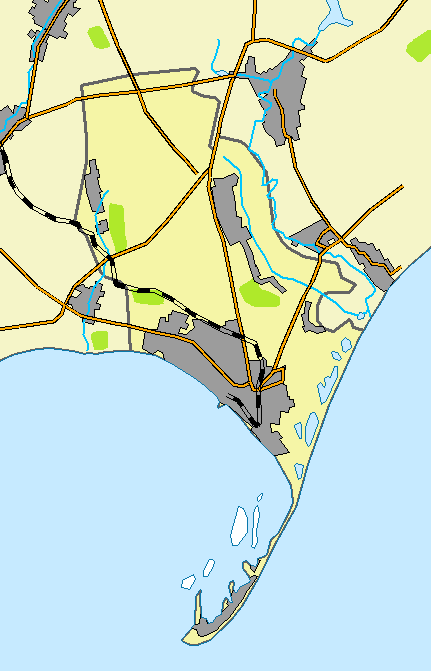
En carte.
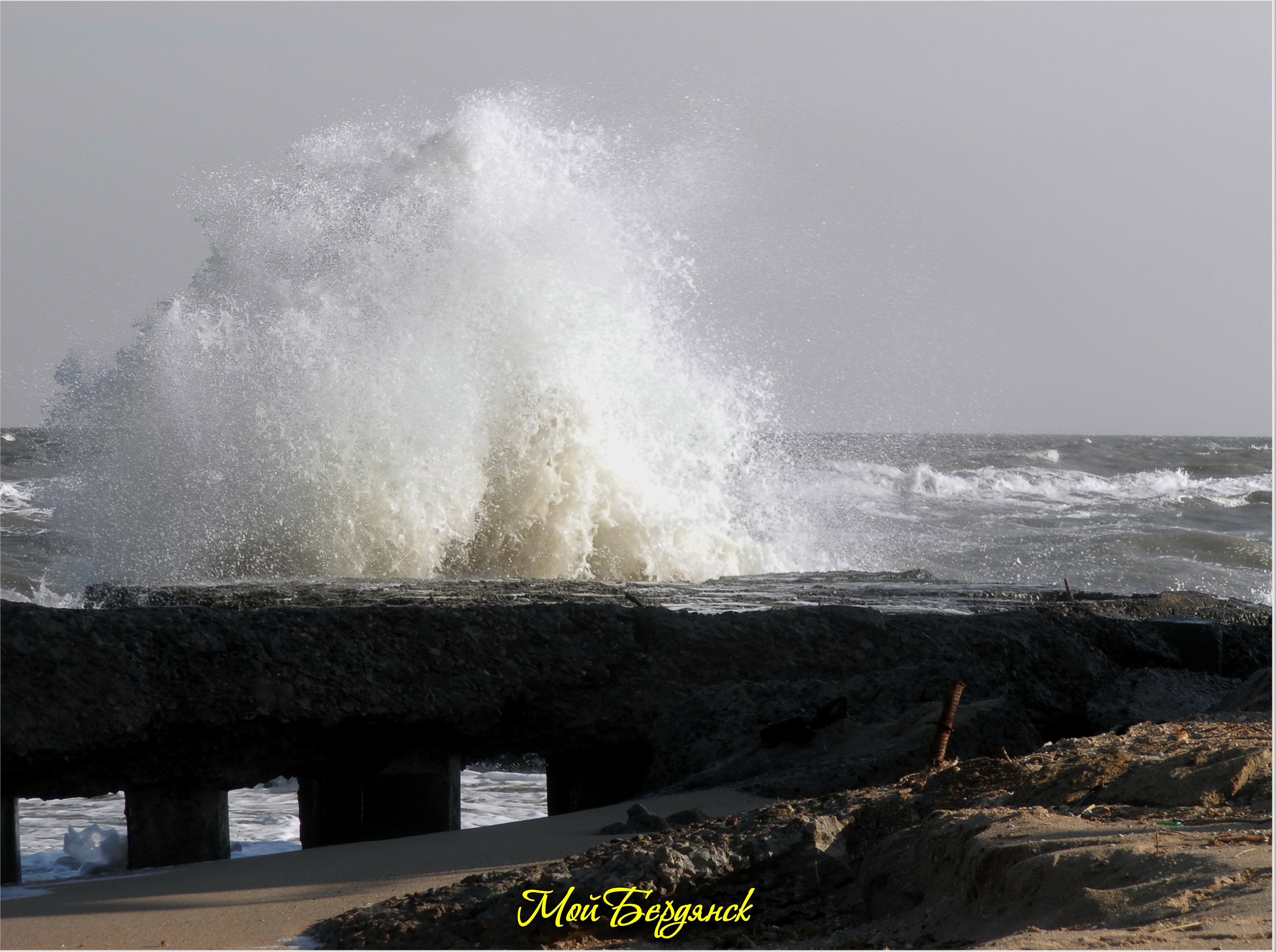
La pointe du liman est classé
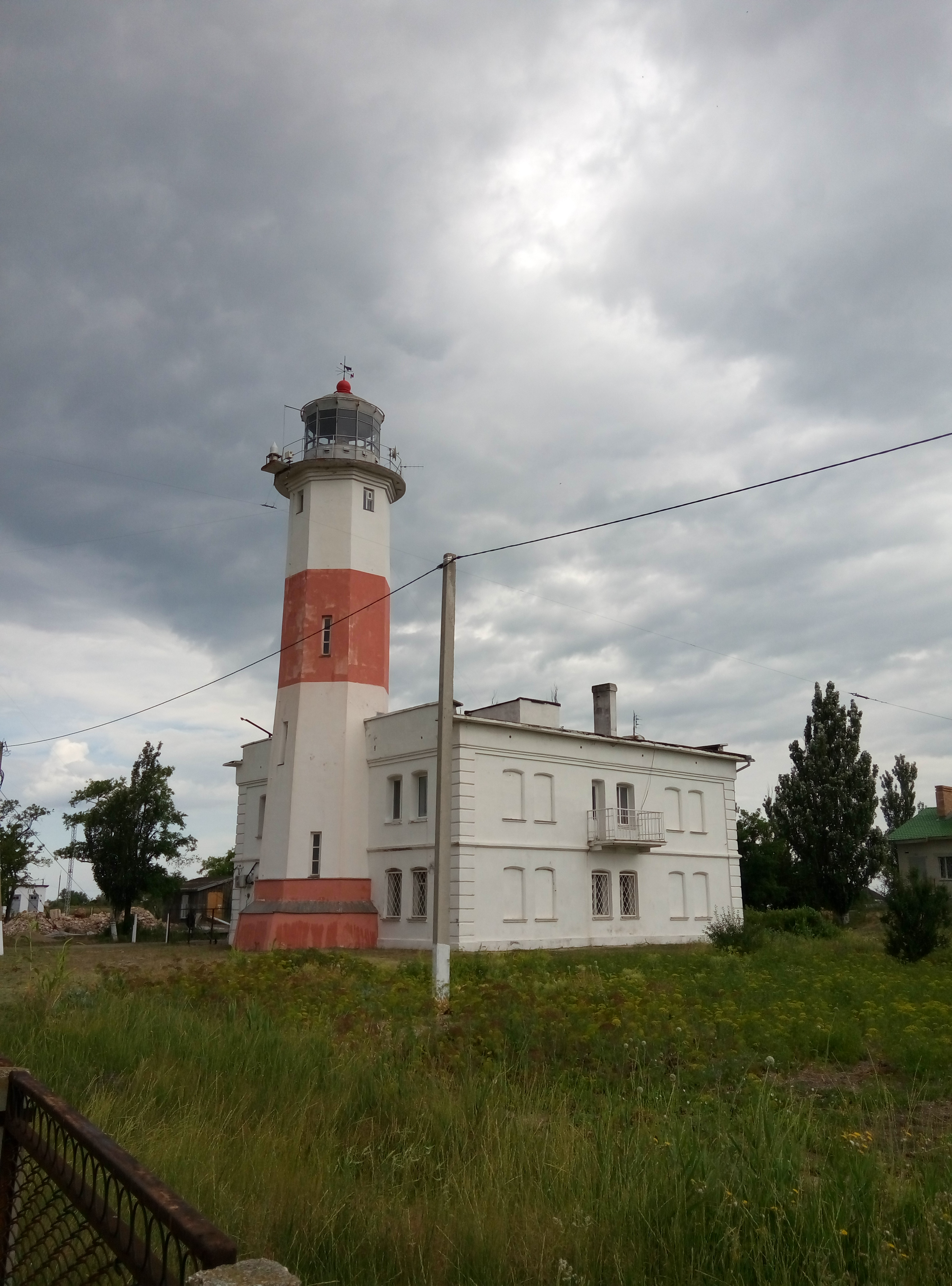
et son phare classé[2].